# Храмовые книги
Храмовые книги (арм. Մեհենական գրքեր) — книги, существовавшие в языческих святилищах Армении, в которых записывались исторические события. Мовсес Хоренаци пишет, что сведения о древнейшем периоде армянской истории сохранялись в V веке не только в устном народном эпосе, но и в письменном виде при храме Арамазда в крепости Ани на Ефрате, о чём достоверно повествует нам Олюмп — жрец из Хани, автор «Храмовых историй».
По рассказу Хоренаци, известный сирийский писатель Бардесан (154—222) «вошёл в крепость Ани и почитав Храмовую историю, содержащую также деяния царей, и добавив то, что сам знал, и что произошло при нём, перевёл её на сирийский язык, с которого она впоследствии была переведена на греческий».
Помимо архива при храме Арамазда в крепости Ани, где находилась также усыпальница армянских царей династии Аршакидов, известно о существовании древней библиотеки при храме огня в Багаване. Подобные архивы существовали и при святилище Ваагна в храмовом городе Аштишате (Мушская долина) и при храме богини Анаит в Ерзнка, где стояла золотая статуя богини.
Существует мнение, согласно которому храмовые книги записывались особыми армянскими домаштоцевскими «жреческими письменами».
По некоторым свидетельствам, библиотеки языческих храмов, сохранявшие множество подлинных памятников человеческой мысли дохристианских веков, были уничтожены, как и сами языческие архитектурные ансамбли. От этого собрания книг до наших дней не дошло ни одной, сохранились лишь фрагменты отдельных авторов (Олюмп и др.) в последующих, более поздних копиях.
Помимо храмовых книг существовали также специальные царские книги.